# Dobay Elek
Dobay Elek (Léva, 1804. december 5. – Léva, 1879. június 1.) piarista rendi pap, tanár, költő.

## Élete
1821. október 9.-én beöltözött és 1828. október 11.-en misés pappá szenteltetett; tanított Kecskeméten (1823.), Máramarosszigeten (1824.), Vácon (1825–1826.), Nyitrán (1827.), Szentgyörgyön (1828.), Nagykanizsán (1829–1835), Veszprémben (1836.), Tatán (1840.), Trencsénben (1842.), ahol 1845-ben gimnáziumi igazgató is volt, Szegeden (1849.), Kalocsán (1850. rector és igazgató), Vácon (1855–1859-ben igazgatótanár és rektor), Máramarosszigeten (1859. rector és tanár), Nagykanizsán (1862-ben vicerektor és igazgató), Veszprémben (1864-ben igazgató), ugyanott 1865–1871-ig vicerektor és spirituális; 1871–től 1876-ig nyugalomban élt ugyanott.
Művei magyar és latin nyelvű ódák, ezek közül több külön kiadásban is megjelent. Egyiküket a veszprémi piarista templom 1836. június 30-án történt megáldásának alkalmából írta.

## Munkái
- Ode, quam honoribus rev. dni Gabrielis Materényi, dioecesis Veszprimiensis honorarii canocini, sanctae crucis abbatis, dum munus suum adiret, gymnasium sch. p. Nagy-Kanischiense obtulit 1831. Veszprimii
- Ode, dum templum Veszprimiense scholarum piarum solenni ritu die 30. Junii 1836. benediceretur, munificis benefactoribus oblata. Uo. 1836
- Apobaterion cels. ac rev. dno Josepho Kopácsy, metrop. eccles. Strigoniensis archi-episcopo…, dum ad munus suum capessendum proficiscitur, a collegio, ac r. m. gymnasio Weszprimiensi schol. p. oblatum anno 1839. Uo.
- Öröm dal, mellyel Marczibány-Pucho- és Csókai Marczibányi Antal urat, Trencsin vármegye főispáni méltóságába fényes iktatásakor tisztelék a trencsini ajtatos tanító rendiek 1845. Pest
- Honoribus excell. ac rev. dn. Josephi Kunszt… dum munus archiepiscopi Colocensis et Bacsiensis die 15. mensis Junii 1852. auspicaretur gymn. s. p. Colocense

Programértekezései: Kalocsai gymnasium története (Kalocsai r. k. gymnasium Értesítője, 1851), A polgári műveltségről (Váczi gymn. Értesítő, 1855), A religiónak felséges becséről (Uo. 1856).